# 丸〆猫

今戸焼 土人形 丸〆猫。昭和戦前型

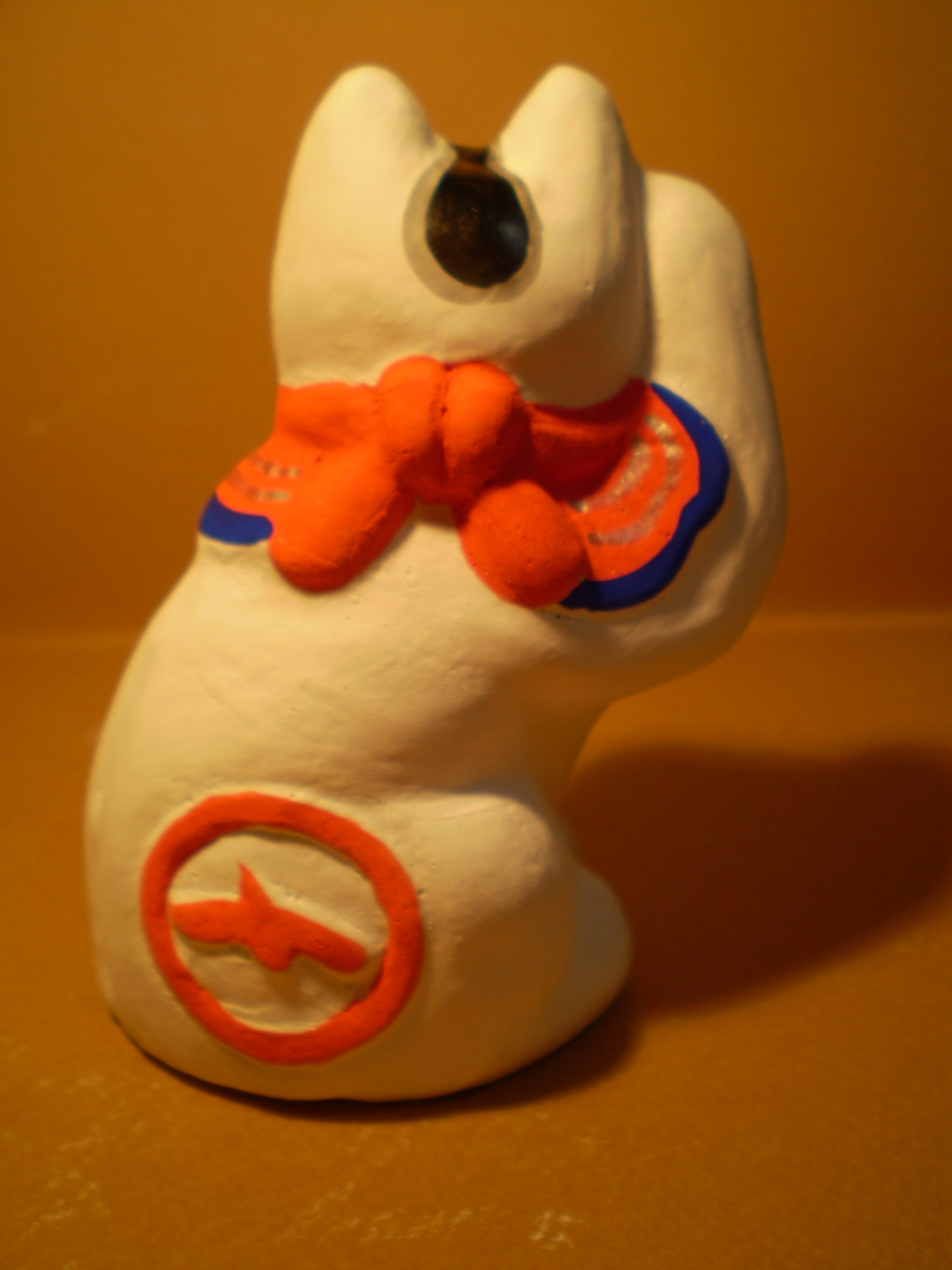
今戸焼 土人形 丸〆猫。昭和戦前型、背面

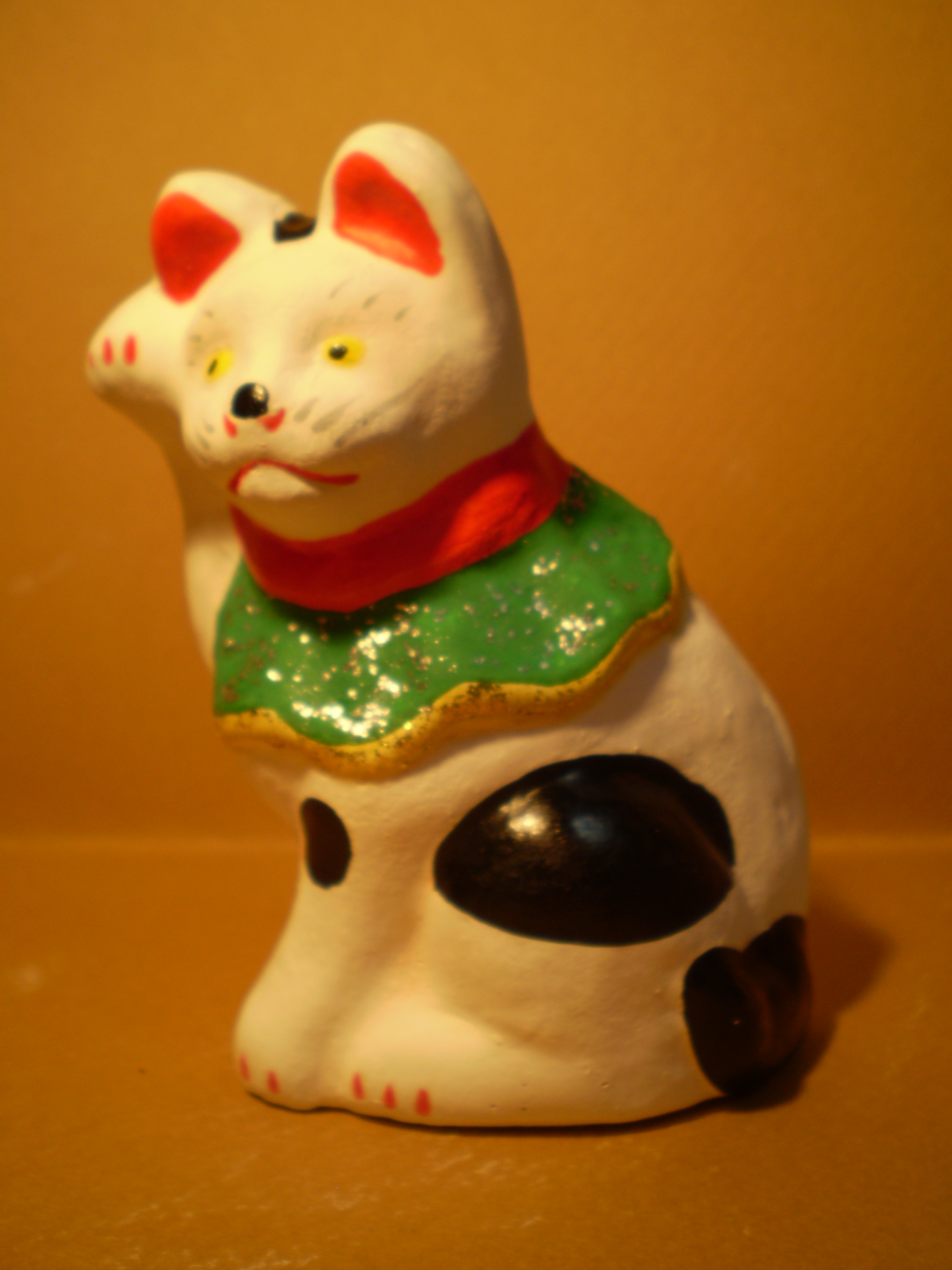
今戸焼 丸〆猫。嘉永安政風型。招き猫

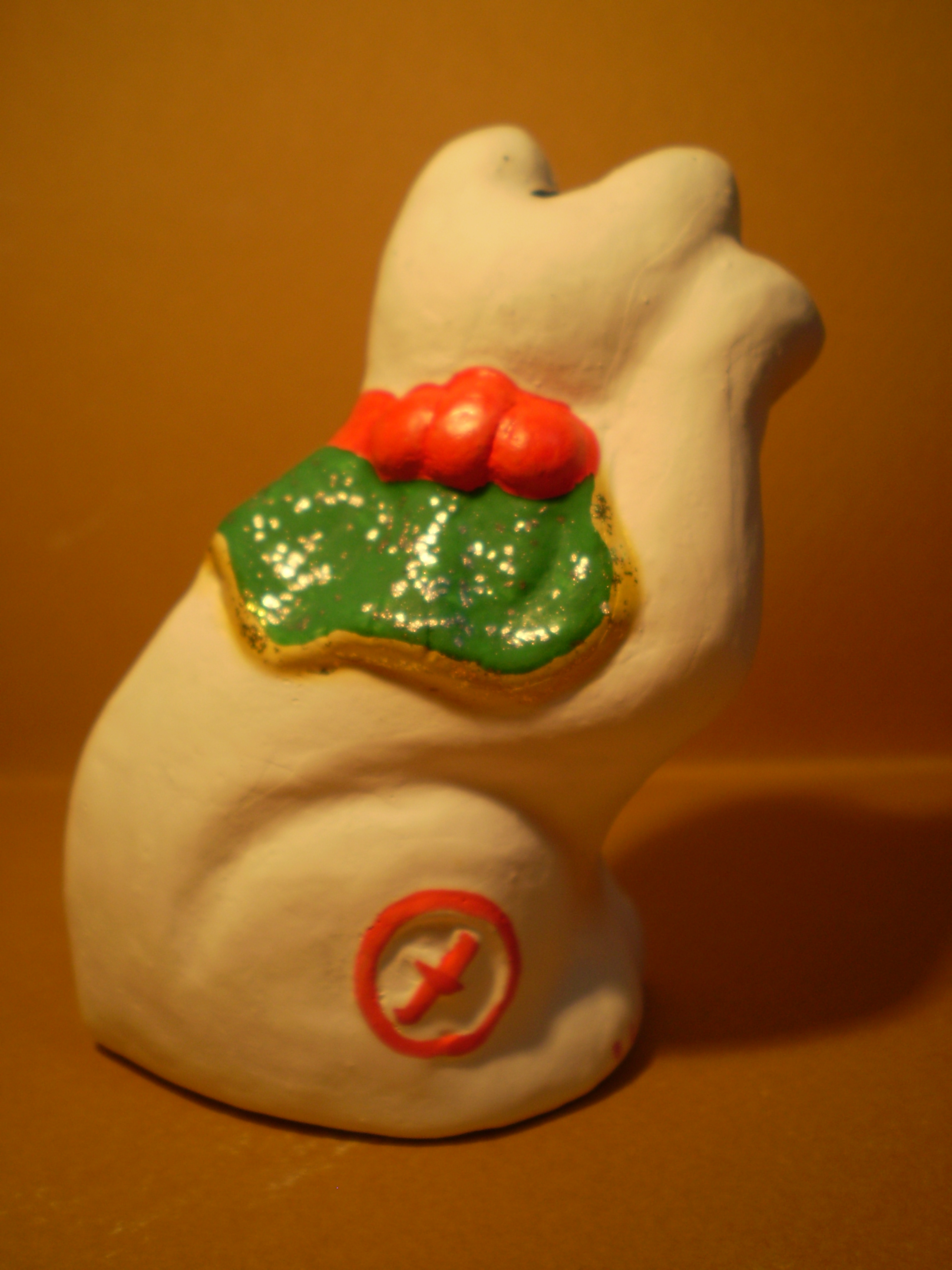
今戸焼 丸〆猫。嘉永安政風型。招き猫、背面

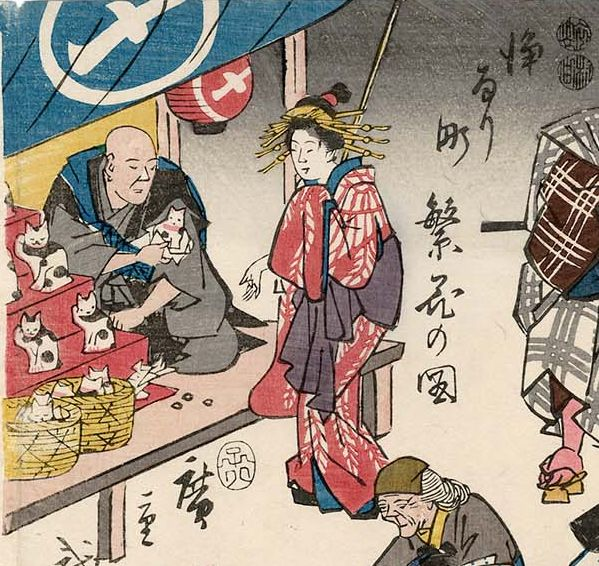
「浄るり町繁花の図」嘉永5年、広重画。部分拡大

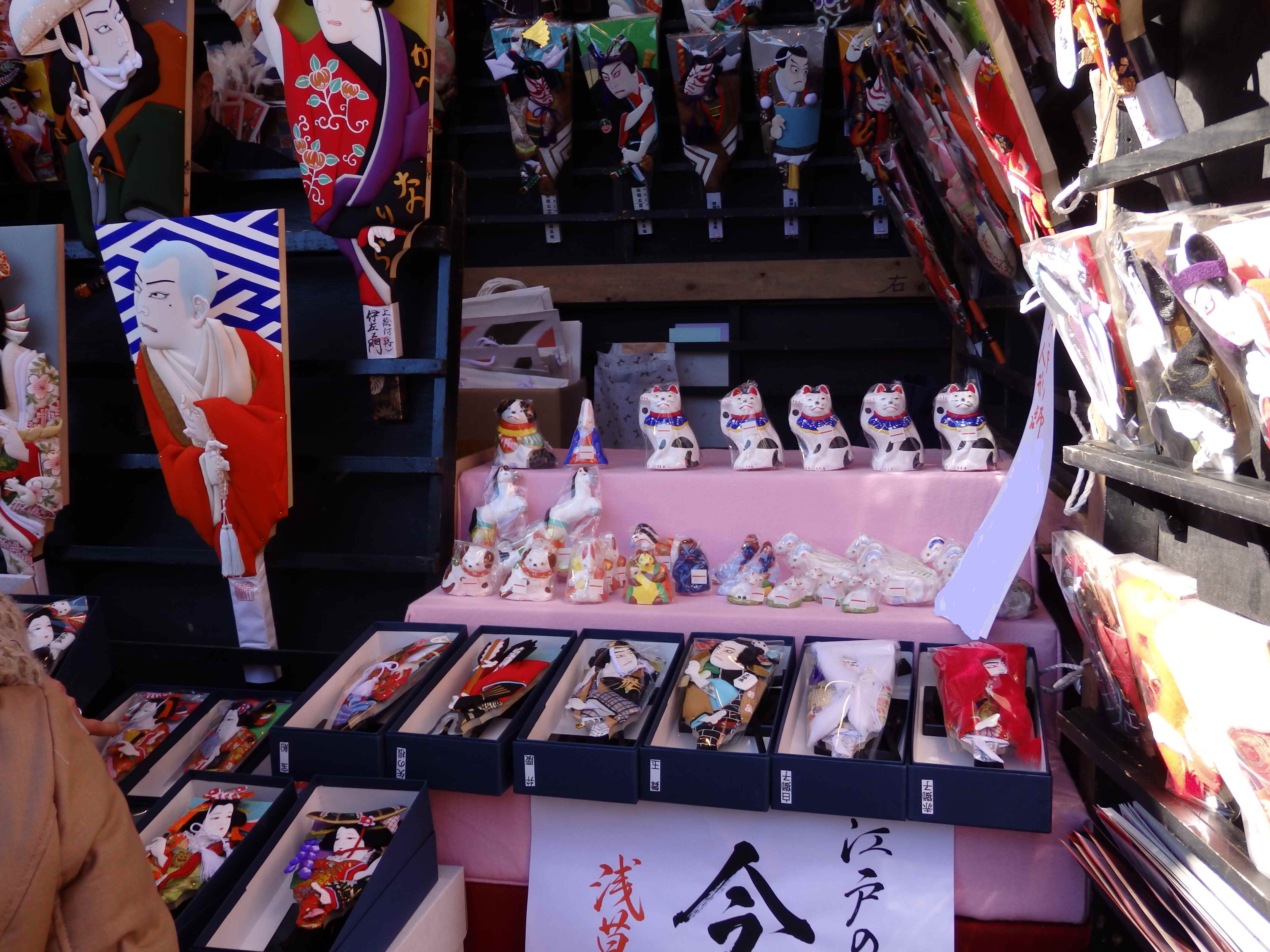
浅草寺境内、露天風景。羽子板市。今戸焼 招き猫、今戸人形 丸〆猫

丸〆猫（まるしめのねこ）は、東京都台東区浅草二丁目3-1にある浅草寺及び浅草神社（三社様）に由来する今戸焼、今戸人形の招き猫。全国に「招き猫発祥の地」と呼ばれる神社仏閣が分布しているが、当時の言い伝えとともに現存する招き猫の実物や記録されたものがほとんどない。多くの招き猫発祥の地が伝説の域を出るものがほとんどないなかで、現在までのところ造形物として実在する最古の招き猫、あるいは遡ることのできる招き猫の起源と呼ばれるものである。その形状は基本的に江戸時代の今戸焼製の招き猫に特有な「横座りで頭を正面向きにして招く」ポーズのものが基本で、臥して招いている古い作例も見られる。「背」面腰の辺りに「〇」に「〆」の陽刻があり、「金銭や福徳を丸く勢〆（せしめ）る」という縁起かつぎの意味合いを持つ。

## 歴史
嘉永5年（1852年）に記された地誌『武江年表』に拠れば、浅草花川戸に住む老婆が貧しさゆえに愛猫を手放したが、夢枕にその猫が現れて「自分の姿を作り祀れば福徳自在となる」と告げたので、その通りにしたところ利益を得たことが評判となり、今戸焼の土人形にして浅草寺三社権現（現・浅草神社）鳥居辺りで老婆によって売り出され大流行になった、とある。
また『藤岡屋日記』中の同嘉永5年の項では、浅草観音猫の由来として。浅草寺梅園院境内でひねり土人形を渡世としていた老夫婦の愛猫が、知り合いの飼っていた小鳥を殺めてしまったことに罪を感じて、自ら井戸に身を投げた。
その後、老婆の夢に猫が現れ非を詫び「今後はあなたを守りいかなる病でも全快させる」と告げたため、仲間の今戸焼屋が作った猫を拝んだところ、たちまち病が治ったことが評判となり、浅草寺三社権現（現・浅草神社）鳥居辺りで売られ大評判になったことが記されている。
その猫の姿は「招き猫」とも「丸〆猫」とも言われたことも明記されている。当時丸〆猫が売られていた様子は、同じく嘉永5年の歌川広重（安藤広重）画の錦絵『浄るり町繁華の図』中にて浄瑠璃『軍法富士見西行』の西行の見立てとして描かれている。
上記の複数の史料記録に拠れば、具体的に浅草寺三社権現（現・浅草神社）の鳥居辺りで売られたことが明記されており、招き猫ゆかりの場所として浅草神社（浅草寺）が最も古い記録を有していることになる。
また都内の近世遺跡からの出土品の中から、丸〆の陽刻のある江戸在地系土質の招き猫も出土していることから、この”浅草の丸〆猫”が記録、絵画、出土品と揃った現在まで一番確実な造形物としての最古の招き猫と考えることができる。